# Молве
46°06′ пн. ш. 17°02′ сх. д. / 46.10° пн. ш. 17.03° сх. д.
Молве (хорв. Molve) – громада і населений пункт в Копривницько-Крижевецькій жупанії Хорватії.

## Населення
Населення громади за даними перепису 2011 року становило 2 189 осіб. Населення самого поселення становило 1 432 осіб.
Динаміка чисельності населення громади:
Динаміка чисельності населення центру громади:

## Населені пункти
Крім поселення Молве, до громади також входять:
- Чингі-Лінгі
- Молве Греде
- Репаш